# Friedrich Geißler (Pfarrer)
Max Friedrich Geißler (* 4. März oder 7. März 1839 in Weinböhla; † 20. April 1884 in Borna) war ein deutscher evangelischer Pfarrer, der sich bleibende Verdienste durch den Aufbau einer evangelischen Gemeinde und Kirche in Reichenberg im heutigen Tschechien erwarb.

## Leben und Wirken
Nach dem Besuch der Fürstenschule St. Afra in Meißen studierte Geißler Evangelische Theologie an den Universitäten Leipzig und Berlin. 1863 wurde er Katechet an der Peterskirche in Leipzig. 1865 folgte er dem Ruf in das Königreich Böhmen, wo in Reichenberg drei Jahre zuvor eine evangelische Gemeinde gegründet worden war. 1870 ging er nach Sachsen zurück, wo er in Reichenbach (Vogtland) an der Peter-Paul-Kirche evangelisch-lutherischer Pfarrer wurde. 1877 erfolgte in Borna seine Ernennung zum Superintendenten und Stadtpfarrer.

## Familie
Er war mit Anna Henriette geborene Schmutz aus Leipzig (1845–1932) verheiratet.

## Ehrungen
- Ritter des Preußischen Kronen-Ordens 4. Klasse

## Publikationen
- Abschiedspredigt über Psalm 103, 15–18, geh. am S. Septuages. zu Reichenberg in Böhmen. 1870.
- Antrittspredigt über Ev. Joh. 20, 19–23, geh. am S. Septuages. 1870 zu Reichenbach. Reichenberg, 1870.
- Predigt über Jerem. 31, 1–3. In: Vier Predigten zur kirchlichen Friedensfeier in den Kirchen zu Reichenbach, Lengefeld und Netzschkau gehallten am 18. Juni 1871. Reichenberg, 1871.
- Predigt über 1. König 2,1–4, geh. am S. Estomihi in der Hauptkirche zu Reichenbach. Reichenberg, 1872.